# غشای نیمه‌تراوا
غشای نیمه‌تراوا یا غشای با نفوذپذیری انتخابی (انگلیسی: Semipermeable membrane) گونه‌ای غشاء است که به مولکول‌ها و یون‌های مشخصی اجازهٔ عبور می‌دهد. این عبور از طریق سازوکار واپخش و گاهی انتشار تسهیل‌شده به همراه انتقال فعال یا انتقال کنش‌پذیر صورت می‌پذیرد.
میزان عبور از غشای نیمه‌تراوا، به فشار، غلظت و دمای مولکول یا یون آن سوی غشاء وابسته است. در واقع نیمه‌تراوا به غشایی گفته می‌شود که نسبت به برخی از مولکول‌ها نفوذپذیر و نسبت به برخی دیگر نفوذناپذیر است.
در زیست‌شناسی، عبور مولکول‌ها و یون‌ها از بیرون سلول به درون سلول از طریق یک غشاء دولایهٔ لیپیدی که یک غشای نیمه‌تراواست، انجام می‌شود. در تصفیهٔ آب، از غشای نیمه‌تراوا با روش اسمز معکوس استفاده می‌شود.